# Archidice castelnaudii
Archidice castelnaudii is een keversoort uit de familie van de boktorren (Cerambycidae). De wetenschappelijke naam van de soort werd in 1864 gepubliceerd door James Thomson.